# Stazione di Camnago-Lentate
Stazione di Camnago-Lentate vasútállomás Olaszországban, Lombardia régióban, Lentate sul Seveso településen.

## Vasútvonalak
Az állomást az alábbi vasútvonalak érintik:
- Chiasso–Milánó-vasútvonal
- Milánó–Asso-vasútvonal

## Kapcsolódó állomások
A vasútállomáshoz az alábbi állomások vannak a legközelebb:
- Stazione di Carimate (Chiasso–Milánó-vasútvonal)
- Stazione di Seregno (Chiasso–Milánó-vasútvonal)
- Stazione di Barlassina (Milánó–Asso-vasútvonal)